# Lasius longiceps
Lasius longiceps (лат.) — вид муравьёв рода Lasius (Chthonolasius) из подсемейства Formicinae (семейства Formicidae).

## Распространение
Северный Казахстан, Россия (на север — до Нижегородской области), Украина. Степи и сухие луга, термофил.

## Описание
Мелкие муравьи (рабочие менее 5 мм). Окраска тела желтовато-бурая. Скапус усика уплощённый. Чешуйка петиолюса сужена в верхней части. Скапус и задние голени с многочисленными отстоящими волосками. Усики самок и рабочих 12-члениковые, у самцов состоят из 13 сегментов. Жвалы трёхугольные с 5—7 зубчиками на жевательном крае. Нижнечелюстные щупики состоят из 6 члеников, а нижнегубные — из 4. Стебелёк между грудью и брюшком одночлениковый (петиоль) с вертикальной чешуйкой.